# 北京交响乐团 (1942年成立)
北京交响乐团是一家已不存在的交响乐团，成立于1942年，1945年解散。北京交响乐团是日本人、北京师范大学教授井上直二组织成立的，井上直二亲自担任指挥。乐团为双管编制，共56人，成员主要是北京师范大学音乐系师生，还有一些在北京的外籍人士、爱好音乐的社会人士。乐团曾多次举办公演。:129乐团演出的作品以西方古典交响乐为主，老志诚曾与乐团合作演出贝多芬第三钢琴协奏曲和第五钢琴协奏曲。:55